# Peder Vilhelm Jenser Klint
Peder Vilhelm Klint (Mineslyst ved Holsteinborg, 21 giugno 1853 – Copenaghen, 1º dicembre 1930) è stato un architetto, ingegnere e pittore danese, nonché teorico dell'architettura, noto essere l'autore della chiesa di Grundtvig, nella quale reintepreta il gotico scandinavo, basato sul tradizionale uso dei mattoni a vista, in una originale architettura espressionista.

## Biografia
Peder Vilhelm Jensen-Klint nacque nel 1853 come Peder Vilhelm Jensen (nome che cambierà il 10 novembre 1890). Fu ammesso al collegio di Tecnologia avanzata dell'Università tecnica della Danimarca nel 1870, dove si laureò come ingegnere civile il 1877. Uno dei suoi insegnanti fu Johan Daniel Herholdt il quale, con la Biblioteca universitaria di Copenaghen, iniziò la tendenza ad usare i mattoni rossi a vista, in ampio uso presso l'architettura popolare, anche per gli edifici civili di riferimento. Herholdt ebbe una grande influenza sulla comprensione di Jensen-Klint sull'uso dei materiali e delle tecniche di costruzioni tradizionali danesi.
Nel maggio 1878, Jensen-Klint fu ammesso alla Scuola di pittura della Accademia reale delle Belle Arti, dove partecipò a tutti i corsi ma non si laureò. Sebbene volesse seguire una carriera artistica, doveva insegnare matematica per vivere. Messe da parte le sue aspirazioni come artista, tra il 1889 e il 1897 lavorò come assistente per City Engineer in Copenaghen e dal 1892 al 1916 diede anche lezioni di disegno all'Università reale di Veterinaria e Agricoltura. Nel 1891 viaggiò in Italia e nel 1910 visitò l'Inghilterra.

## La svolta verso l'architettura

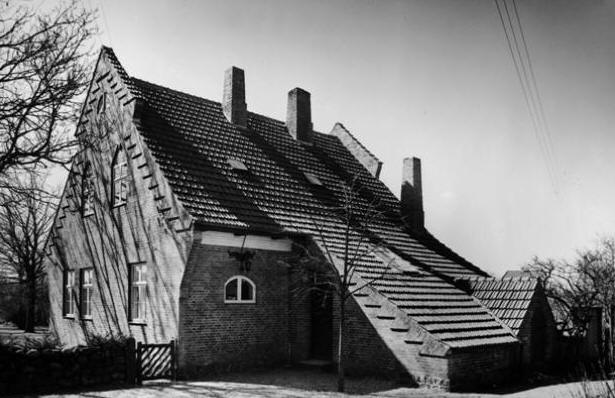
La casa Thorkild Aagaard

L'interesse Jensen-Klint verso l'architettura aumentò progressivamente e la sua prima commissione fu una villa ad Hellerup, per un suo buon amico, l'orafo W. Holm, dopo una breve competizione privata che coinvolse anche l'architetto Eugen Jørgensen. 
Dopo aver seguito diverse ulteriori ville nella stessa area, tutte le quali con diverse soluzioni sperimentali con mattoni a vista. In seguito al completamento alla Casa della Ginnastica a Frederiksberg, fu ammesso nella Associazione degli Architetti della Danimarca, nonostante la sua assenza di una formazione formale. La sua principale fonte di ispirazione veniva dai manieri danesi, dalle chiese, oppure dalla architettura popolare del periodo barocco.
Nel 1907 progettò una casa per il compositore danese Thorvald Aagaard a Ryslinge nell'isola di Funen e successivamente una seconda casa a Svendborg.

## Opere artistiche e decorative

### Pittura e scultura
Come pittore, Jensen-Klint si concentrò inizialmente sul paesaggio, finché Carl Bloch sostituì Jørgen Toed come professore alla Accademia. Successivamente rinunciò alla carriera artistica, sebbene continuò a dipingere occasionalmente e, inoltre, iniziò a manifestare interesse per la scultura.
Partecipò alla competizione per una nuova fontana per la piazza Amagertorv al centro di Copenaghen. Vinse il progetto della "Fontana delle cicogne", mentre quello presentato da Jensen-Klint rappresentava un allegro cittadino di Amager seduto su un cesto di cavoli (1890).

### Ceramica
Traendo ispirazione da Joakim Skovgaard, iniziò anche a lavorare ceramiche e altri opere decorative come pietre tombali, rilegature e, in particolar modo, arredo.

## Opere architettoniche più significative

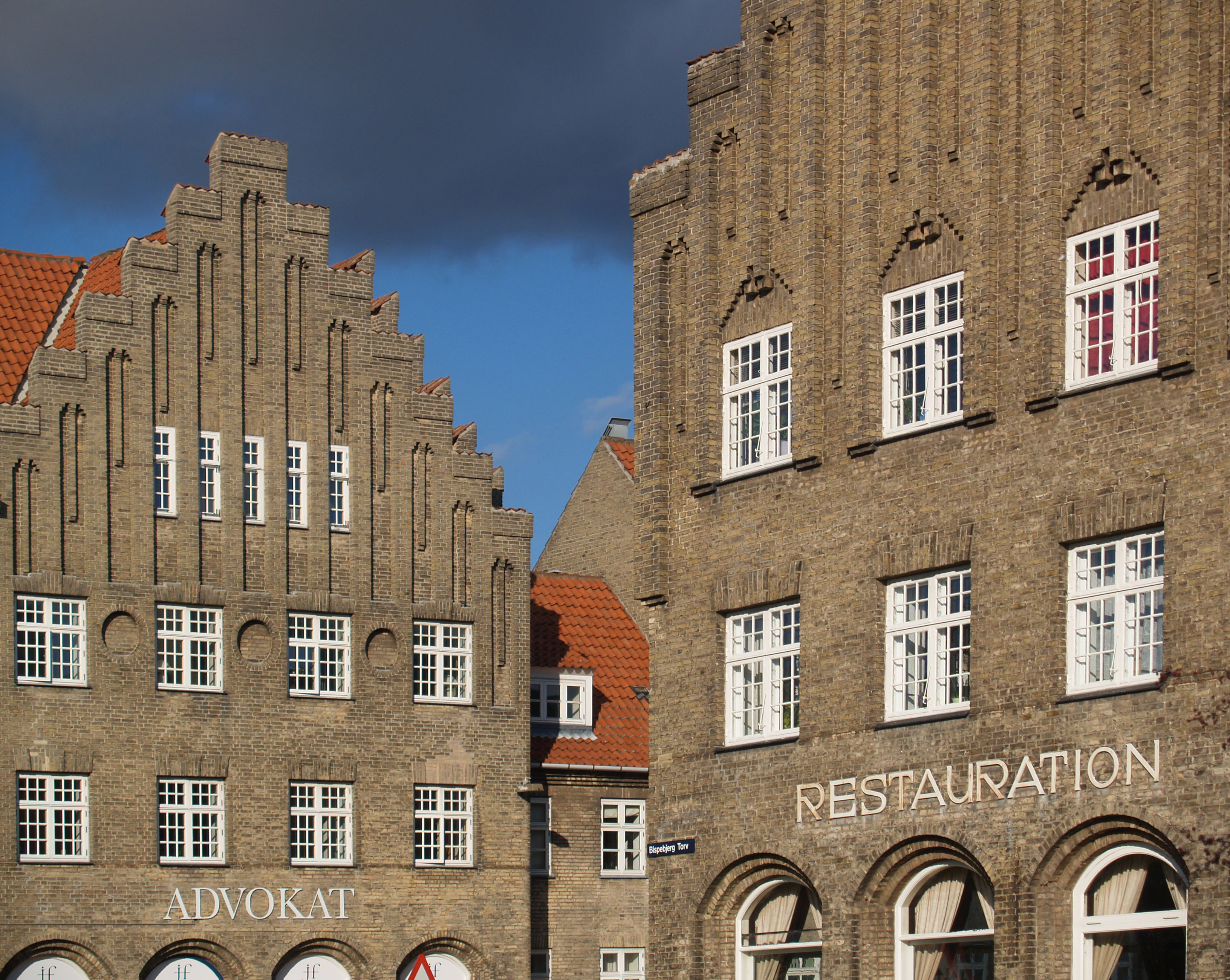
abitazioni circostanti la Chiesa di Grundtvig

- Villa per W. Holm (Sofievej 27), Hellerup (1896)
- Casa della Ginnastica (Vodroffsvej 49-51), Frederiksberg (1898)[4]
- Il Bien, sala d'attesa della stazione tranviaria di Trianglen, Copenaghen (1904–07)
- Villa Rødsten (Onsgårdsvej 12), Hellerup (1905–06)
- Casa Aagaard, Ryslinge, Funen (1907–08)[3]
- Casa Bentzon, Svendborg, Funen (1908)[3]
- Chiesa di Sant'Anna, Nørrebro, Copenaghen (1911, constructione 1913–14, 1921, 1924–28)
- Chiesa di Gedser, Falster (1913–15)
- Chiesa di Grundtvig, Bispebjerg, Copenaghen, completata dal figlio Kaare Klint (1913, costruzione 1921–40)
- Villa (Høyrups Allé 35), Hellerup (1915)
- Villa (Gardes Allé 36), Hellerup (1915–20)
- Klintegården, Nyrup Strand (1916–17)
- Chiesa di St. Hans Tveje o Della Pace, Odense (1916–20)
- Sulle Colline, abitazioni circostanti la Chiesa di Grundtvig, Bispebjerg, Copenaghen (1924–26)
- Chiesa di Betlemme, Copenaghen, con Kaare Klint (1930)

## Onorificenze
- C.F. Hansen Medal (1924)

## Galleria delle opere religiose

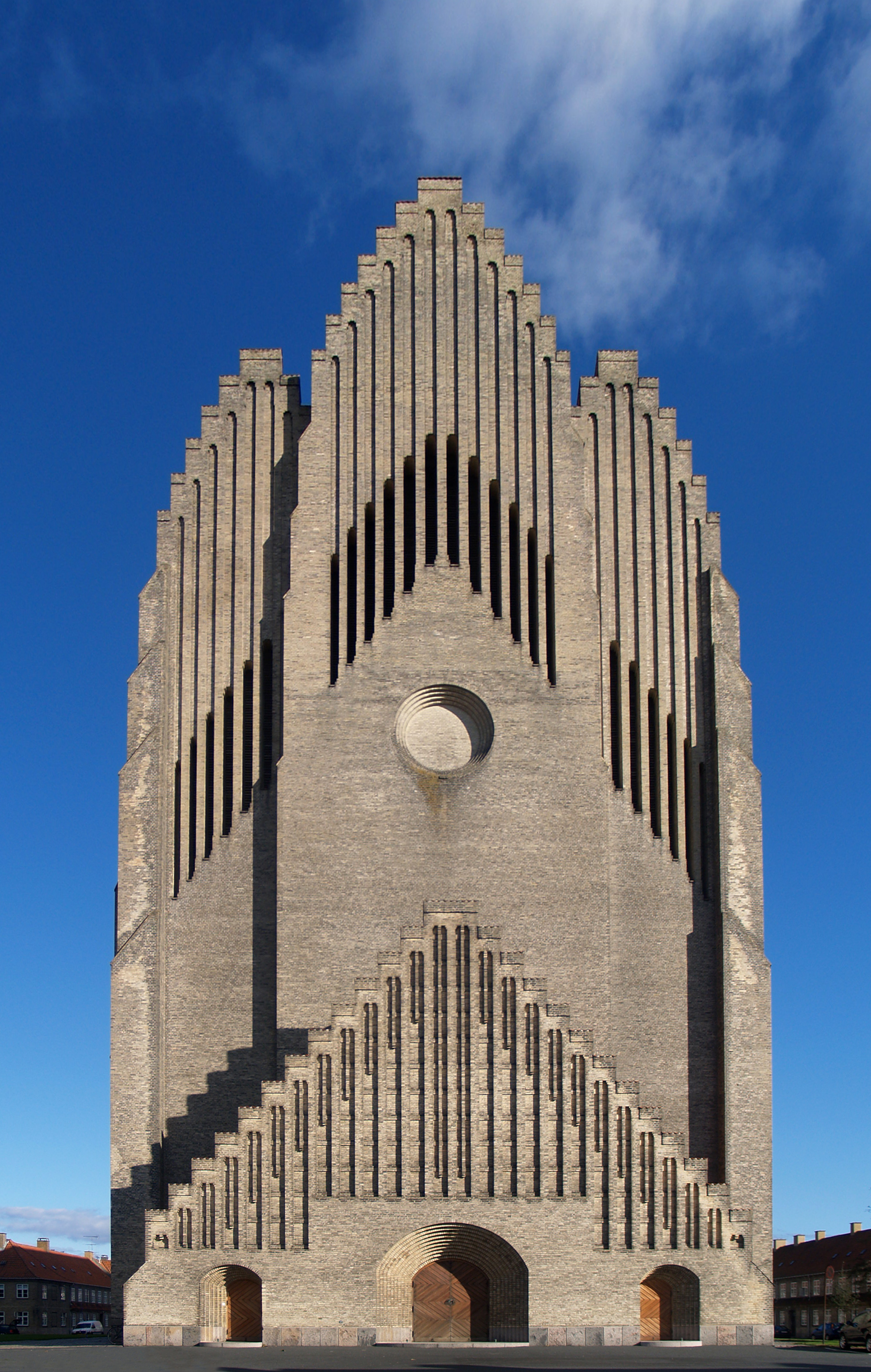
Facciata della chiesa di Grundtvig
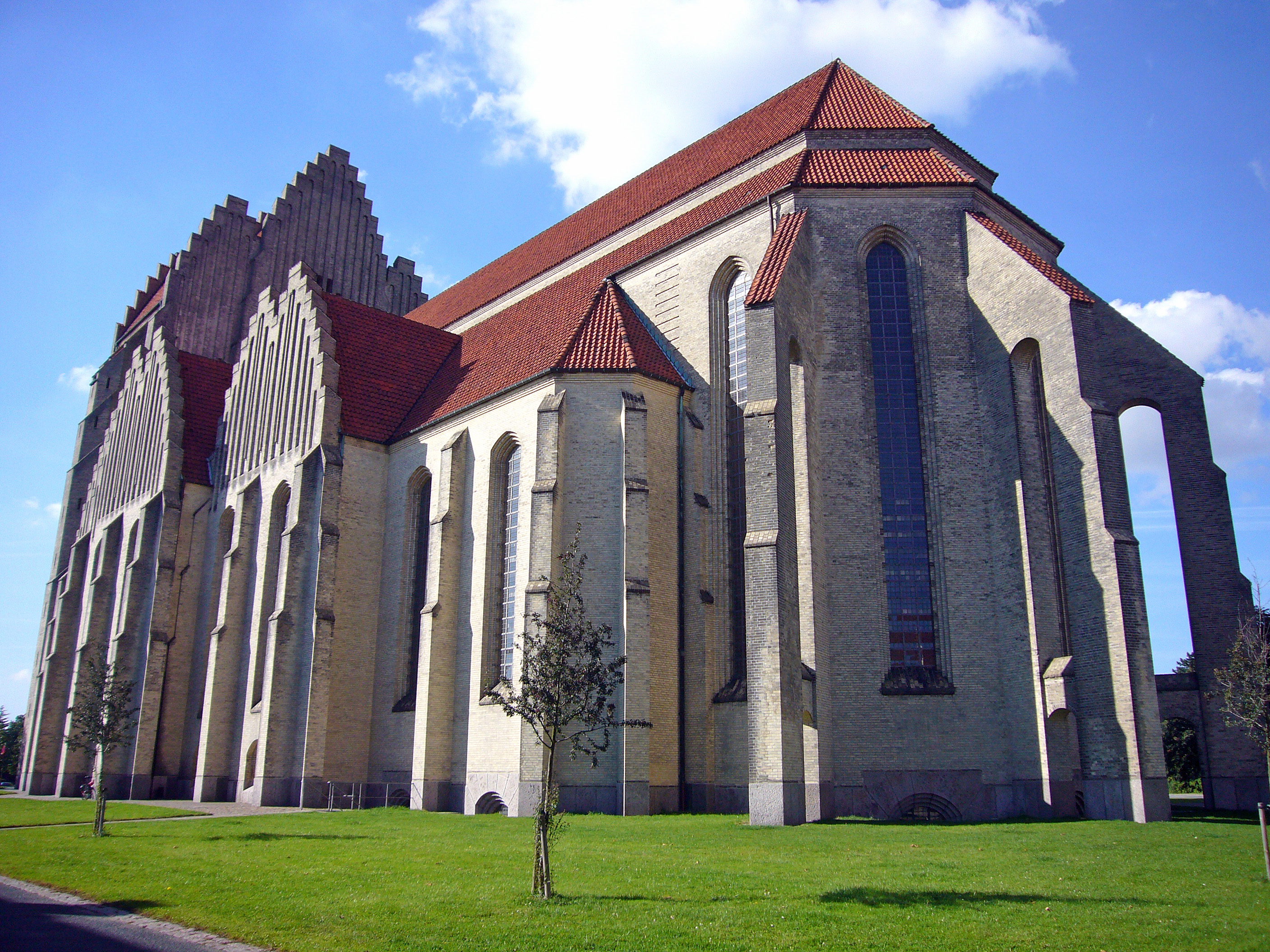
Abside della chiesa di Grundtvin
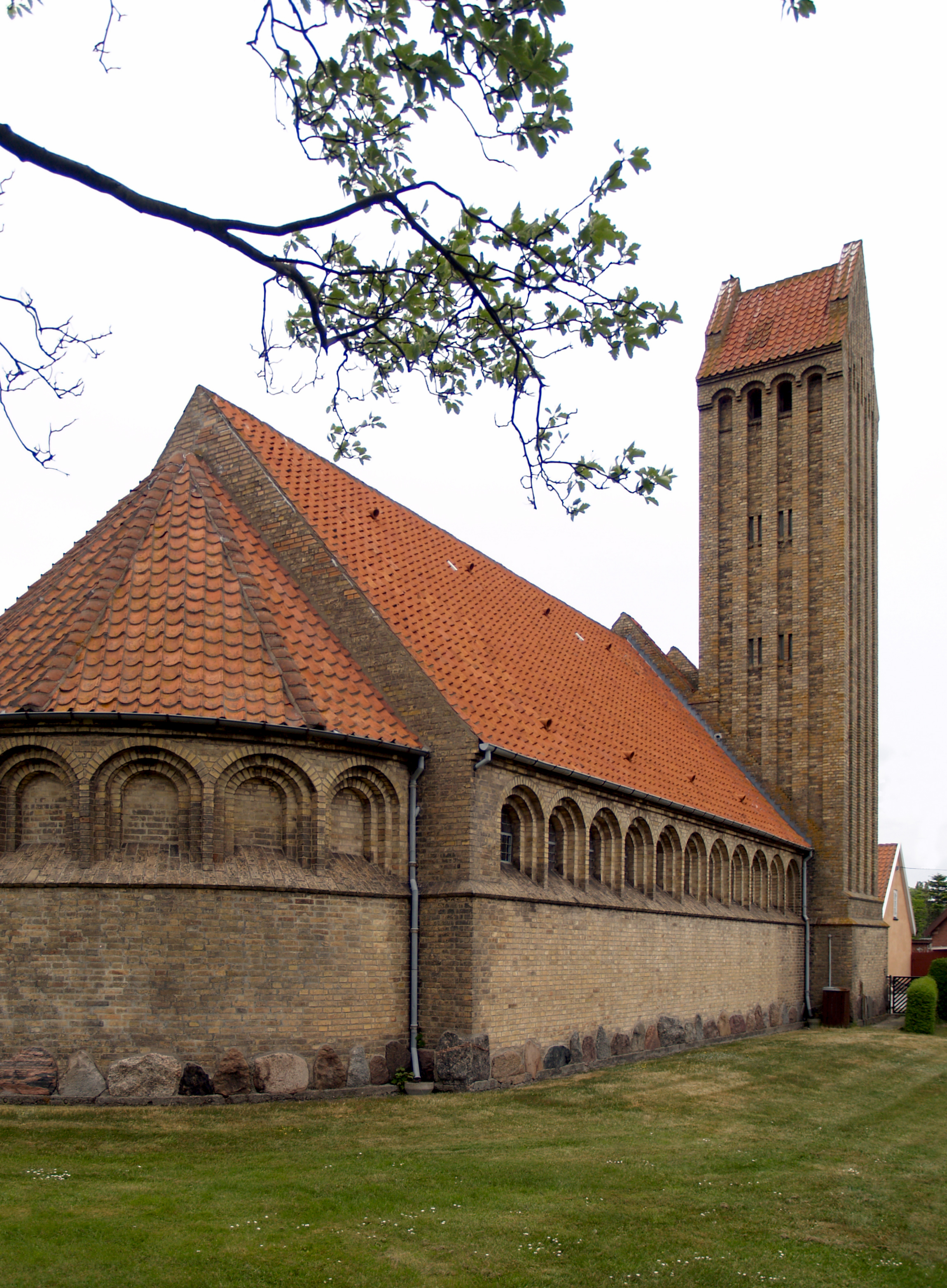
Abside della chiesa di Gedser
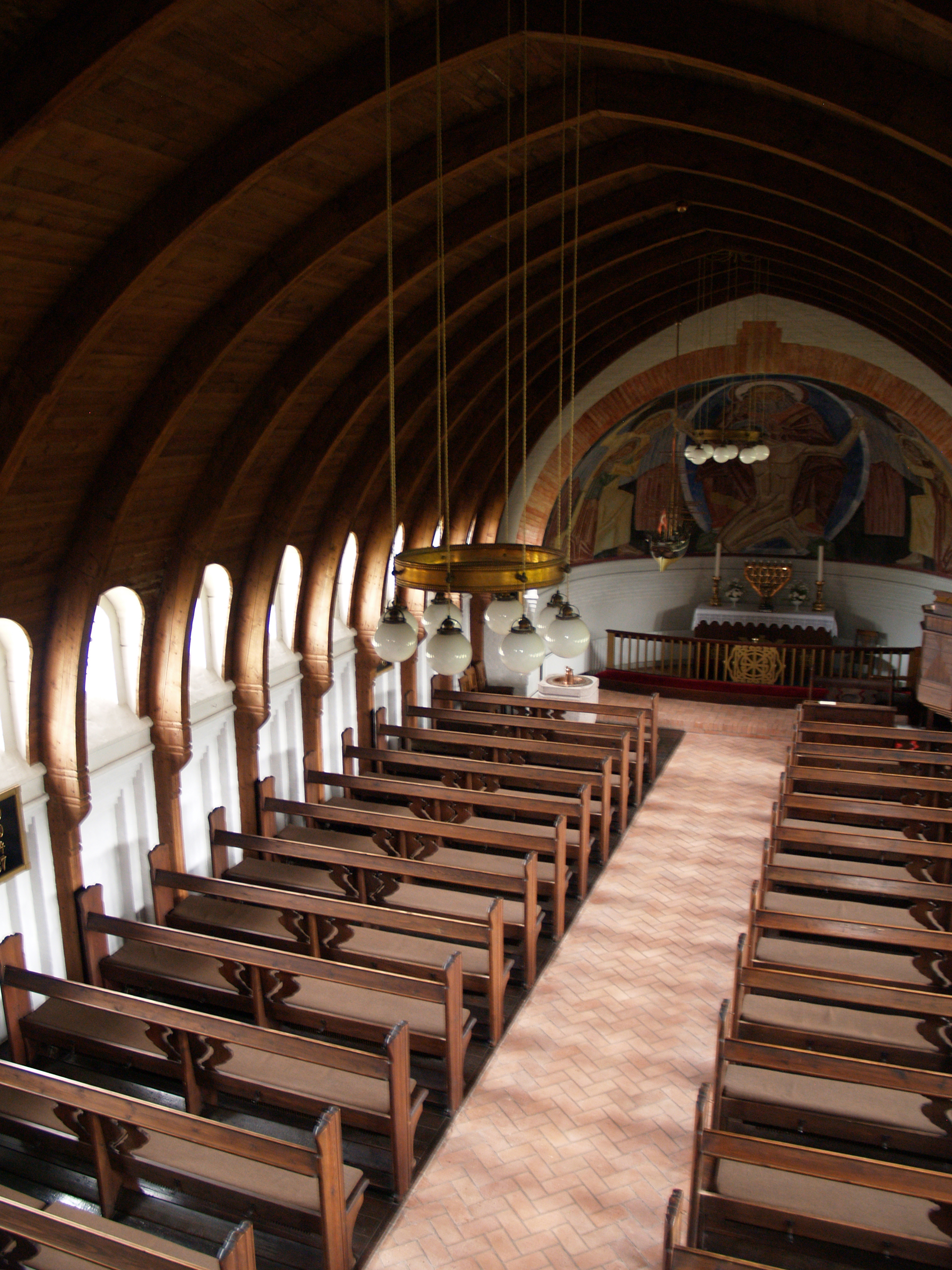
Interno della chiesa di Gedser
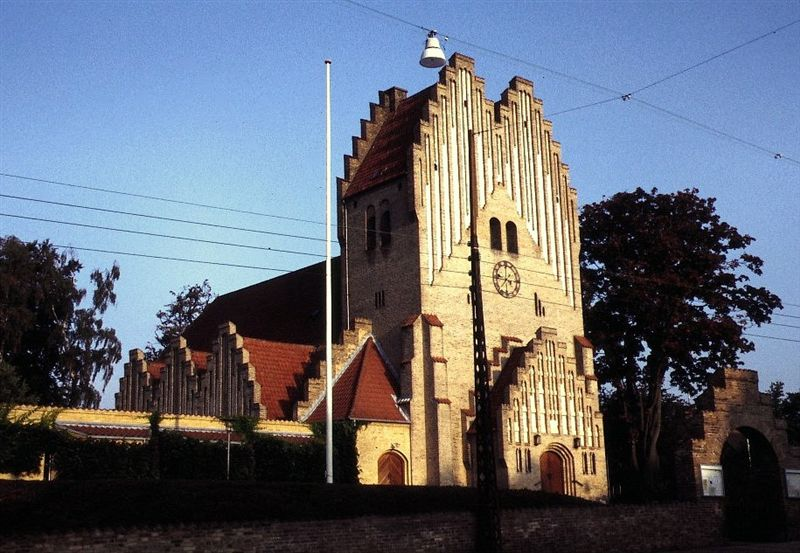
Facciata della chiesa di Peace di Odense
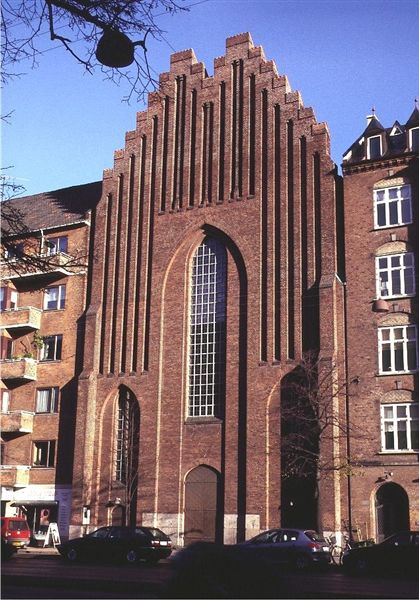
Facciata della chiesa di Betlemme a Copenaghen
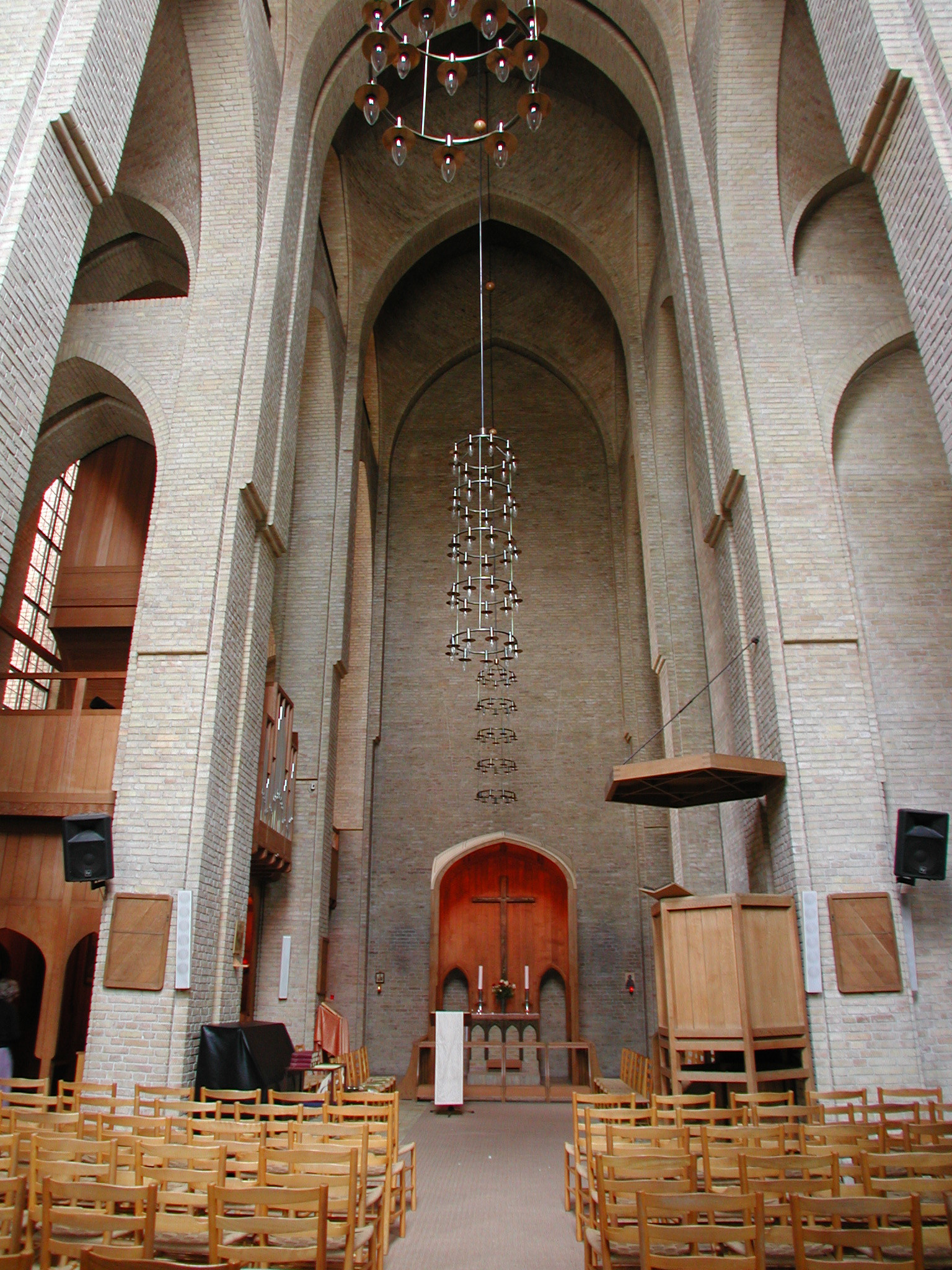
Interno della chiesa di Betlemme a Copenaghen